# ヘニング・マンケル
ヘニング・マンケル（Henning Georg Mankell、1948年2月3日 - 2015年10月5日）は、スウェーデンの推理作家、児童文学作家。

## 経歴
1948年、ストックホルムに生まれる。ヘリエダーレン地方の町スベーグ及び、ヴェステルイェートランド地方のボロースで育つ。父・イヴァロは裁判官、祖父・ヘニング（同名）は作曲家であった。
20歳の時に作家としてのキャリアを歩み始め、また、劇場のアシスタントディレクターとして働き始める。1985年、モザンビーク・マプトに「Avenida Theater」を創設、多くの時間をそこで過ごした。近年は若手作家育成にも力を注いでおり、出版社「Leopard Förlag」を建てている。
1970年代になると、ノルウェーへ居を移し、ノルウェー労働党の一員の女性と生活を共にするようになる。彼自身も党の活動に参加するようになったが、入党することは無かった。
1998年、映画監督イングマール・ベルイマンの娘で、同じく映画監督・テレビ監督のエヴァ・ベルイマンと結婚した。
2008年6月12日、スコットランドのセント・アンドルーズ大学より名誉学位を授けられる。
2015年10月5日に死去した。67歳没。

## 作品リスト

### クルト・ヴァランダー警部シリーズ
スウェーデン南端の片田舎の町イースタ（Ystad）の中年刑事、クルト・ヴァランダー (Kurt Wallander) を主人公とする警察小説シリーズ。35ヶ国の言語に翻訳され、すでに2,000万部以上を売上げる。日本では柳沢由実子の邦訳で創元推理文庫より出版されている。スウェーデン及びイギリスで「刑事ヴァランダー」のタイトルでテレビドラマ化された。
- 殺人者の顔 Mördare utan ansikte (1991)
- リガの犬たち Hundarna i Riga (1992)
- 白い雌ライオン Den vita lejoninnan (1993)
- 笑う男 Mannen som log (1994)
- 目くらましの道 Villospår (1995) - 英国推理作家協会賞（CWA賞）最優秀長編賞。
- 五番目の女 Den femte kvinnan (1996)
- 背後の足音 Steget efter (1997)
- ファイアーウォール Brandvägg (1998)
- 霜の降りる前に Innan frosten (2002)：クルトの娘リンダが主人公。
- ピラミッド Pyramiden (1999)：短編集。
- 苦悩する男 Den orolige mannen (2009)

### フレドリック医師もの
- イタリアン・シューズ Italienska skor (2006)
- スウェーディッシュ・ブーツ Svenska gummistövlar (2015) - 英国推理作家協会賞（CWA賞）インターナショナルダガー賞。

### その他
- タンゴステップ Danslärarens återkomst (2000) - 2005年度ガムシュー賞のヨーロッパ犯罪小説最優秀賞
- 北京から来た男 Kinesen (2008)
- 流砂 Kvicksand (2014) - ノンフィクション・闘病記

### 児童文学
- 少年のはるかな海（1996年）
- 炎の秘密（1995年、モザンビークの地雷について描かれたノンフィクション）

## 受賞歴
- 1991年 - 「殺人者の顔」でスウェーデン推理作家アカデミー賞最優秀作品賞受賞
- 1991年 - 「Hunden som sprang mot en stjärna」でニルス・ホルゲション賞を受賞
- 1992年 - 「殺人者の顔」でガラスの鍵賞を受賞
- 1993年 - 「Hunden som sprang mot en stjärna」でドイツ児童文学賞を受賞
- 1995年 - 「目くらましの道」でスウェーデン推理作家アカデミー賞最優秀作品賞を受賞
- 1998年 - ヴァランダー警部シリーズでフィンランド・ミステリ協会 外国推理作家賞受賞
- 1999年 - 「五番目の女」でドイツ・ミステリ大賞翻訳作品部門受賞（第2位）
- 2001年 - 「背後の足音」でドイツ・ミステリ大賞翻訳作品部門受賞（第3位）
- 2001年 - 「目くらましの道」で英国推理作家協会CWA賞ゴールド・ダガー賞を受賞
- 2002年 - 「炎の秘密」で第49回産経児童出版文化賞を受賞
- 2005年 - 「タンゴステップ」でガムシュー賞最優秀ヨーロッパミステリ賞受賞